# 华漕镇
华漕镇是中華人民共和國位於上海市闵行区北部的一個鎮，东与长宁区和闵行区新虹街道相接，西与青浦区相连，南与闵行区七宝镇相邻，北以吴淞江与嘉定区为界。面积46.28平方公里，户籍人口6.60万人（2008年）。2000年10月，由原华漕镇、诸翟镇、纪王镇合并而成。

## 行政区划
华漕镇下辖：
二社区、紫薇新村社区、诸新路社区、诸翟社区、金丰城第一社区、纪王社区、银杏新村社区、美邻苑社区、南华路社区、九韵城社区、西郊城第一社区、西郊虹韵城社区、华漕村、许浦村、王泥浜村、卫星村、赵家村、诸翟村、杨家巷村、朱家泾村、肖王庙村、纪王村、红卫村、鹫山村、纪东村、纪西村、陈家角村和石皮弄村。

## 虹桥综合交通枢纽
虹桥综合交通枢纽是上海市十一五重大工程，将虹桥机场二期、京沪高铁、磁悬浮机场线及5条地铁等联合在一起，因此而产生的配套工程将服务上海世博会，是对华漕镇的一个重大发展机遇。由于虹桥综合交通枢纽拆迁，部分村委会撤村撤队和居委会注销，大部分在老华漕镇范围，即沪青平公路以北，华翔路以东，北翟路北青公路以南，外环路以西范围。

## 吳家巷
1936年青滬公路開通後形成一個名叫吳家巷的市集。

## 外部連結
- 上海市闵行区华漕镇人民政府网站